# Страх перед майбутнім
«Страх перед майбутнім» (англ. Future Fear) — американський науково-фантастичний фільм 1997 року режисера Льюїса Баумандера з Джеффом Вінкоттом, Марією Форд та Стейсі Кіч у головних ролях.

## Сюжет
Дія фільму відбувається у 2018 році. Доктор Джон Денніел, генетик, який знайшов ліки проти позаземного вірусу, що загрожує загибеллю всім на Землі. Генерал Воллес хоче заселити Землю чисто арійською расою людей. Він посилає найману вбивцю, Марію Форд, щоб спробувати зупинити доктора Денніела до того, як він зможе врятувати людство від вірусу.

## Акторський склад
- Джефф Вінкотт — Джон Денніел
- Марія Форд — Анна Понтейн
- Стейсі Кіч у ролі генерала Воллеса
- Шон Томпсон — Роберт
- Крісті Ропейко — Іветт
- Майкл Сітер — молодий Денніел
- Даніель Дасільва — молода Анна
- Роберт Тінклер — молодий Уоллес
- Стефані Джонс — мати Денніела
- Майкл Бергер — батько Денніела